# Rudolf Šafr
Rudolf Šafr (27. února 1902 – ?) byl český fotbalový záložník a trenér.

## Hráčská kariéra
V lize hrál za SK Náchod v letech 1930–1934. Odehrál 65 utkání a dal 1 gól.

## Ligová bilance
| Ročník                    | Zápasy | Góly | Klub      |
| ------------------------- | ------ | ---- | --------- |
| 1. asociační liga 1930/31 | 14     | 0    | SK Náchod |
| 1. asociační liga 1931/32 | -      | 0    | SK Náchod |
| 1. asociační liga 1932/33 | -      | 0    | SK Náchod |
| 1. asociační liga 1933/34 | -      | 1    | SK Náchod |
| CELKEM                    | 65     | 1    |           |

## Trenérská kariéra
Po skončení hráčské kariéry se stal trenérem. Do konce roku 1938, kdy byl nucen opustit Znojmo, trénoval místní Dělnický sportovní klub. Ze Znojma přesídlil do Jihlavy.